# Simulium platytarse
Simulium platytarse es una especie de insecto del género Simulium, familia Simuliidae, orden Diptera.
Fue descrita científicamente por Yankovsky, 1977.